# Žižkovo Pole
Žižkovo Pole település Csehországban, a Havlíčkův Brod-i járásban. Žižkovo Pole Stříbrné Hory, Přibyslav, Krátká Ves, Modlíkov, Česká Bělá és Havlíčkova Borová településekkel határos. Lakosainak száma 395 fő (2024. január 1.).

## Népesség
A település lakosságának változását az alábbi diagram mutatja:
| Lakosok száma | 712  | 712  | 735  | 569  | 405  | 357  | 366  | 372  | 391  | 395  |
|               | 1869 | 1890 | 1921 | 1950 | 1980 | 2001 | 2017 | 2019 | 2022 | 2024 |